# Mikojan-Gurevič MiG-3
Mikojan-Gurevič MiG-3 (rusko Микоян и Гуревич МиГ-3) je bilo sovjetsko lovsko letalo druge svetovne vojne.

## Začetek proizvodnje
Letalo je nastalo iz lovca MiG-1 in je bilo že ob nastopu službe zastarelo po dizajnu. Bilo je leseno in zaradi dolgega nosu zelo nestabilno pri vzletanju in pristajanju. Sledilo je linijam hitrostnih letal iz tridesetih let 20. stoletja. Uvedeno je bilo le zaradi velikih potreb Rdeče armade po lovskih letalih. Zaradi slabih letalnih sposobnosti so ga prenehali izdelovati v istem letu kot je bil uveden v službo. Kljub veliki končni hitrosti je bil umaknjen iz službe kot lovec in je ostal v enotah le še kot izvidniško letalo. Kasneje so letalu dodali še dva podkrilna nosilca za dodatne mitraljeze, kar pa je še dodatno slabilo njegove letalne sposobnosti. Do leta 1943 je skoraj izginilo iz enot.

## Uspehi letala
Letalo je kljub veliki hitrosti predstavljalo lahek plen za izkušene nemške pilote. Edina rešitev, ki jo je pilot imel, ko je prišel v spopad z nemškim lovcem je bil pobeg v strmoglavem letu, element v katerem je bilo letalo izjemno. Ti lovci niso dosegali pomembnejših uspehov tudi zaradi relativno kratke službe v vlogi lovskega letala.